# Anthony Watson (skeletonista)
Anthony Watson (ur. 5 listopada 1989) – jamajski skeletonista, uczestnik zimowych igrzysk olimpijskich.

## Kariera
W 2017 wystartował w mistrzostwach świata w Königssee. Był 38., wyprzedzając 6 zawodników.
W 2018 wziął udział w igrzyskach olimpijskich w Pjongczangu. Został sklasyfikowany na przedostatnim, 29. miejscu.

## Osiągnięcia

### Igrzyska olimpijskie
| Rok  | Miejsce    | Lokata |
| ---- | ---------- | ------ |
| 2018 | Pjongczang | 29.    |

### Mistrzostwa świata
| Rok  | Miejsce   | Lokata |
| ---- | --------- | ------ |
| 2017 | Königssee | 38.    |